# Pseudotriaeris
Pseudotriaeris là một chi nhện trong họ Oonopidae.